# Matra Sports
Matra Sports war ein französischer Konstrukteur von Rennwagen und -motoren und ein Tochterunternehmen des Matra-Konzerns.
Das Unternehmen engagierte sich ab Mitte der 1960er-Jahre bis zum Beginn der 1980er-Jahre in diversen Rennsportserien sowohl mit einem Werksteam als auch als Chassis- und Motorenlieferant für Kundenteams erfolgreich. Der größte Triumph war der Gewinn der Konstrukteursmeisterschaft in der Formel-1-Saison 1969 sowie der Gewinn der Fahrer-Weltmeisterschaft von Jackie Stewart mit einem Matra-Chassis im Kundenteam Tyrrell. Auch in den niedrigeren Rennklassen Formel 3 und Formel 2 gewannen Fahrer mit Matra-Chassis Ende der 1960er-Jahre einige Titel. Weiter siegte das Werksteam 1972, 1973 und 1974 beim 24-Stunden-Rennen von Le Mans und gewann parallel dazu die Sportwagen-Weltmeisterschaft in den Jahren 1973 und 1974.

## Unternehmensgeschichte
Matra Sports geht auf das 1937 gegründete französische Rüstungs- und Luftfahrtunternehmen Capra (Compagnie Anonyme de Production et Réalisation Aéronautique) zurück, dass 1941 in Matra (kurz für: Mécanique Avion Traction) umbenannt wurde. Matra diversifizierte zu Beginn der 1960er-Jahre: 1964 übernahm das Unternehmen den Chassishersteller Bonnet. Darauf aufbauend, entstanden in den nächsten Jahrzehnten bei Matra unterschiedliche Rennfahrzeuge sowie Straßen-Sportwagen.
Im Zuge der Ausweitung in den Automobilsektor wurde 1964 das für den Automobilsport zuständige Tochterunternehmen Matra Sports unter der Leitung des jungen, visionären Managers Jean-Luc Lagardère gegründet, der später ein Firmenimperium aufbaute, zudem auch der Hauptkonzern Matra selbst gehörte. Eine weitere wichtige Persönlichkeit war der Ingenieur Gérard Ducarouge, der bis zu seinem Tod als Designer und Sportdirektor für diverse Teams agierte und nach seinem Matra-Engagement mehrere siegreiche Formel-1-Rennwagen unter anderem für Lotus designte. Das Unternehmen hatte seinen Sitz ab 1969 in Vélizy-Villacoublay bei Paris und baute später einen zweiten, kleineren Standort im Département Var in unmittelbare Nähe zum Circuit Paul Ricard auf, in den die Sportwagen-Aktivitäten ausgelagert wurden. Bereits bei Beginn des Motorsportengagements war die Teilnahme an der Formel 1 das erklärte Ziel von Matra Sports, dass dieses 1968 erreichte. Bis heute ist Matra Sports der einzige Konstrukteur, der einen Konstrukteurstitel der Formel 1 gewann, ohne im entsprechenden Jahr mit einem eigenen Werksteam angetreten zu sein.
Zudem förderte Matra Sports eine Reihe junger Talente des französischen Rennsports der 1960er-Jahre, die bis Mitte der 1970er-Jahre untrennbar mit der Marke verbunden blieben. Lagardère wollte so seinen Traum eines siegreichen französischen Nationalteams beim als schwerste Disziplin im internationalen Rennsport angesehenen 24-Stunden-Rennen von Le Mans realisieren, was schließlich Anfang der 1970er-Jahre mehrmals gelang.
Ab dem Jahr 1970 ging Matra eine Zusammenarbeit mit Simca ein und geriet dadurch wie auch das Tochterunternehmen Matra Sports in den Einflussbereich des US-amerikanischen Automobilkonzerns Chrysler. Dies bedeutete zudem die Trennung vom langjährigen Motorenpartner im Formelsport Ford unter dem Druck von Chrysler, da Matra nun direkt in Konkurrenz zu Ford stand.
Mit dem Ende der Motorsport-Saison 1974 stellte Matra Sports seine Aktivitäten im Zuge einer Neuausrichtung des Unternehmens größtenteils ein; weite Teile des Personals, Inventars und der Infrastruktur der Werksteams wurden auf Vermittlung des Fahrers Jean-Pierre Beltoise von der Équipe Ligier übernommen, die bis 1996 in der Formel 1 sowie bis 1982 mit V12-Motoren antrat, die auf Matra Sports zurückgingen.
Nach der Übernahme durch Peugeot im Jahr 1979 verschwand Matra Sports und wurde Teil der Peugeot-Marke Talbot.

## Formel 1

### 1967: Lehrjahr mit Formel-2-Chassis
In der Formel-1-Weltmeisterschaft 1967 meldete Matra erstmals Fahrzeuge für gewertete Läufe, nachdem bereits im Vorjahr beim Großen Preis von Deutschland 1966 einige MS6 teilnahmen, die aber nicht für die Weltmeisterschaft berücksichtigt wurden. Da noch kein Formel-1-Monoposto entwickelt wurde, setzte Matra das Formel-2-Chassis erneut ein. Jean-Pierre Beltoise und Johnny Servoz-Gavin versuchten beide die Qualifikation zum Großen Preis von Monaco, die schlussendlich nur Letzterem gelang. Von Startplatz 11 kommend fiel Servoz-Gavin aber nach nur einer Runde mit Problemen bei der Kraftstoffeinspritzung aus. Diese Teilnahme kann trotzdem als der erste gewertete Start eines Matra-Chassis in der Formel 1 gesehen werden. Weiter nahm Beltoise mit dem MS7 auch an zwei weiteren Läufen der Saison 1967 in Nordamerika teil und verfehlte zweimal als Siebter Punkte nur knapp.
Da keine Punkte erzielt wurden, wurden beide Fahrer am Ende der Saison nicht klassifiziert.

### 1968: Debüt mit zwei Motoren
1968 debütierte Matra in der höchsten Disziplin des Rennsports erstmals mit einem Formel-1-Chassis, nach zwischen 1966 und 1967 einzelne Teilnahmen mit Formel-2-Monoposto wie dem MS5 und MS7 stattgefunden hatten. Der experimentelle MS9 kam bei der Saisoneröffnung in Südafrika zu einem ungeplanten Renneinsatz im Tyrrell-Kundenteam mit Jackie Stewart. Er fiel aber aus. Parallel dazu fuhr Jean-Pierre Beltoise mit einem Formel-2-MS7 beim Grand Prix mit und erreichte als Sechster einen Punkt. Danach war das MS10-Monoposto einsatzbereit und wurde bei Tyrrell mit einem Cosworth-DFV-Motor ausgerüstet. Ken Tyrrell erkannte das Potential dieses leichteren und sparsameren Motors im Vergleich zum schweren V12-Motor von Matra, den der Hersteller stattdessen in der Formel 1 einsetzen wollte. Zudem kam ein Großteil des Tyrrell-Budgets von Ford, die die Entwicklung des DFV bei Cosworth finanziert hatten. Als Kompromiss fuhr das als Matra International antretende, aber unabhängige Tyrrell-Team mit Cosworth-Motor, während das Matra-Werksteam den MS10 minimal umbaute und mit V12-Motor als MS11 meldete.
Bereits im ersten Jahr war das Kundenteam erfolgreicher als die Werksmannschaft. Stewart gewann drei Rennen und befand sich lange im Kampf um die Meisterschaft, musste sich aber letztendlich Graham Hill im Lotus geschlagen geben. Zudem gelang es dem nur vereinzelt startenden Johnny Servoz-Gavin beim Großen Preis von Italien einen zweiten Platz herauszufahren. Dadurch schloss das als Matra-Ford geführte Team die Saison mit 45 Punkten auf dem dritten Rang der Konstrukteurswertung ab. Das Werksteam hatte deutliche Schwierigkeiten und erzielte als bestes Saisonergebnis nur einen zweiten und fünften Platz, beide durch Beltoise. So konnte Matra selbst am Ende der Saison mit acht Punkten nur den 9. Platz erreichen.

### 1969: Doppelter Weltmeistertitel für Matra

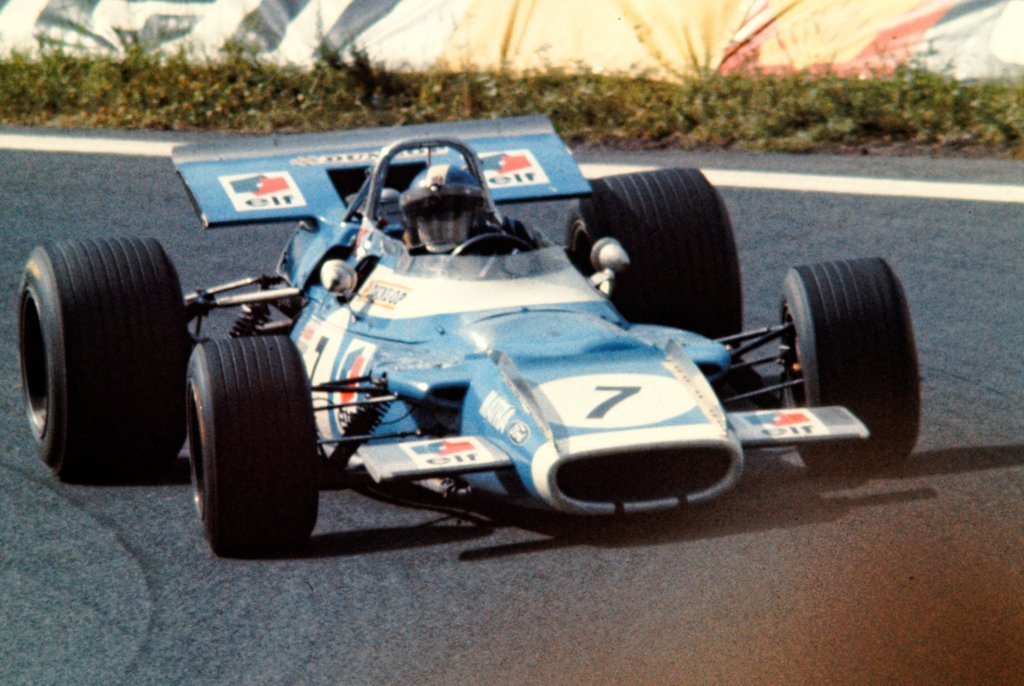
Beltoise im Matra MS80, 1969

In der Formel-1-Saison 1969 fokussierte sich Matra Sports allein auf die Unterstützung des Kundenteams Matra International von Ken Tyrrell, das mit Jackie Stewart und Jean-Pierre Beltoise als Stammfahrerduo antrat, und meldete daher kein eigenes Werksteam. Stewart gewann mit dem MS10 aus der Vorsaison noch die Saisoneröffnung in Südafrika und stieg dann auf das Nachfolgefahrzeug MS80 um. Beltoise tat es ihm gleich, nachdem er in Südafrika ebenfalls mit dem MS10 einen sechsten Platz herausgefahren hatte. Beltoise war es auch, der den allradgetriebenen MS84 beim Großen Preis von Großbritannien zu seinem ersten Einsatz in der Formel-1-Weltmeisterschaft brachte. Er erreichte aber keine Punkte. Zuvor hatte neben ihm auch Jackie Stewart das Chassis über die Saison in den Trainings mehrmals getestet, sich aber immer gegen den Einsatz entschieden. Für die letzten vier WM-Läufe vermittelte Matra Sports den Formel-2-Europameister Johnny Servoz-Gavin zu Ken Tyrrell, der ihn mit dem MS84 als dritten Fahrer meldete. Gavin startete nur bei drei dieser Grands Prix, erzielte aber beim Großen Preis von Kanada als Sechster den einzigen Punkt für ein Allradfahrzeug in der Formel 1.
Am Ende der Saison gewann Stewart überlegen die Fahrerweltmeisterschaft mit 63 zu 37 Punkten gegen Jacky Ickx im Brabham. Da er diesen Erfolg aber mit dem unabhängigen Kundenteam von Ken Tyrrell erzielte, zählt er teilweise nicht in die Statistik von Matra Sports. Das Unternehmen entschied aber mit 66 Punkten die Konstrukteursmeisterschaft für sich und ist somit neben Ferrari das einzige Unternehmen, das diesen Titel mit einem Fahrzeug gewann, das nicht in Großbritannien gebaut wurde.

### 1970: Rückfall ins vordere Mittelfeld
Für die Saison 1970 trennte sich Matra Sports von Ken Tyrrell, da das Unternehmen die Absicht des Briten, den leichteren und stärkeren Cosworth-DFV-Motor weiterhin dem werkseigenen Matra-Zwölfzylinder als Antrieb für die Matra-Chassis vorzuziehen, nicht weiter unterstützen wollte. Die Nutzung des von Ford finanzierten Cosworth-Motors stand im Widerspruch mit der über eine Partnerschaft mit Simca hergestellten Verbindung Matras zum Ford-Konkurrenten Chrysler. Tyrrell begann daher mit der Konstruktion eigener Rennwagen, während Matra Sports mit einem Werksteam in die Formel 1 zurückkehrte. Als Fahrer wurden wieder Jean-Pierre Beltoise und Henri Pescarolo verpflichtet, die bereits 1968 für das Team gestartet waren. Mit dem Matra MS120 wurde ein völlig neues Fahrzeug entwickelt, dass nur noch in Einzelheiten mit den Vorjahreswagen identisch war und von einem Matra-MS12-Motor angetrieben wurde. Matra Sports brachte daher inklusive Elf Aquitaine als Sponsor ein rein französisches Team an den Start.
Zwar konnte Matra Sports 1970 drei Podestplatzierungen sowie regelmäßige Zielankünfte in den Punkterängen verbuchen, Siege oder gar WM-Titel waren aber nicht erreichbar. Beltoise erfuhr 16 WM-Punkte, Pescarolo 8. In der Konstrukteurswertung belegte Matra den 7. Rang.

### 1971: Keine Fortschritte

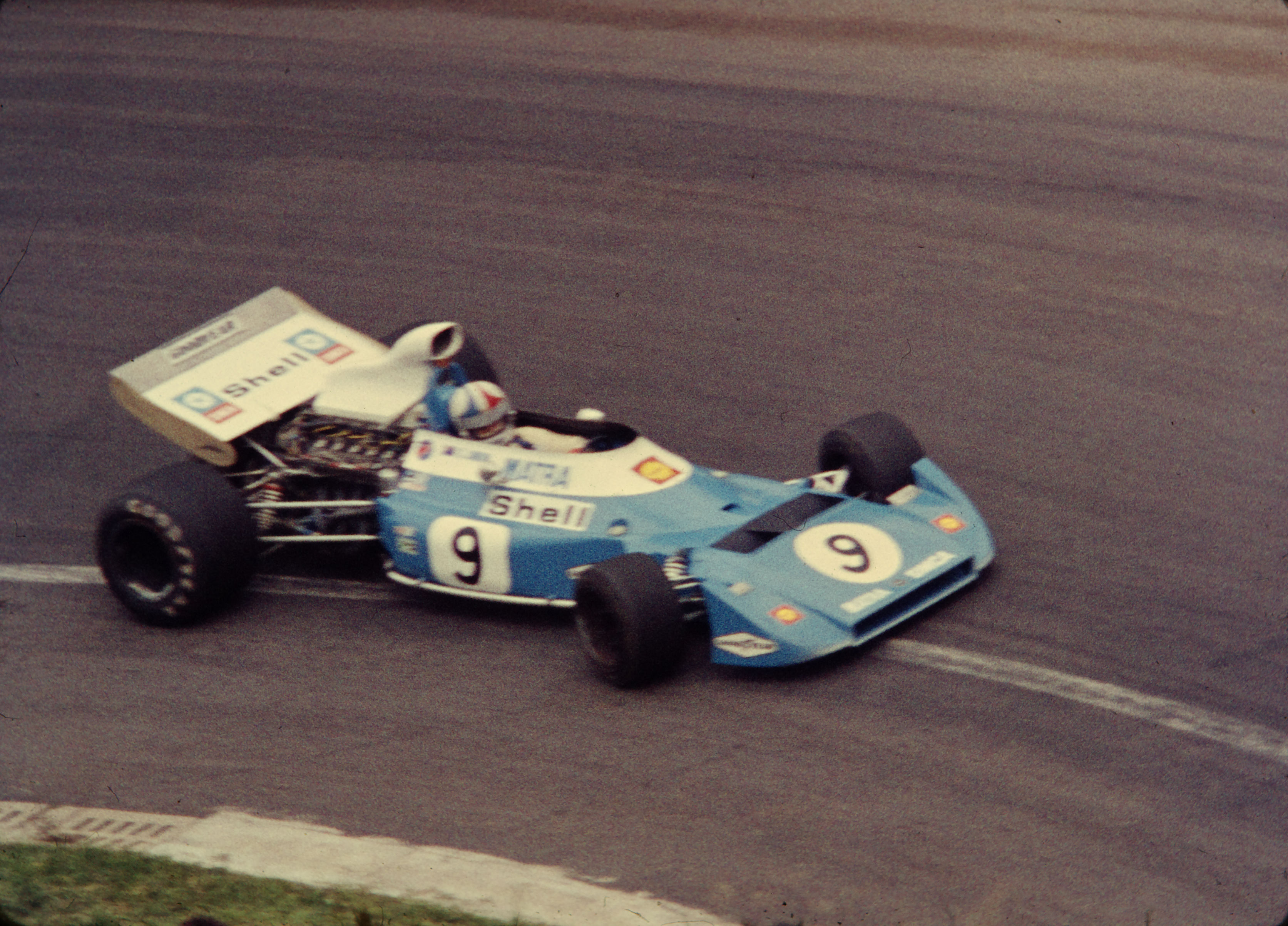
Chris Amon im Matra MS120, 1972

Das Jahr 1971 markierte den Tiefpunkt des Formel-1-Engagements von Matra Sports. Henri Pescarolo war zugunsten des Neuseeländers Chris Amon entlassen worden, der gleichzeitig die Rolle des ersten Fahrers übernahm, was den im Team verbliebenen Jean-Pierre Beltoise frustrierte. Der Matra MS120 der Vorsaison wurde weiterentwickelt und als 120B wieder mit Matra-V12-Motor an den Start gebracht. Zum ersten Saisonlauf in Südafrika sowie zu den Rennen in Deutschland, Österreich und Italien startete Amon alleine, da Beltoise im Januar 1971 beim 1000-km-Rennen von Buenos Aires in den tödlichen Unfall von Ignazio Giunti verwickelt war und aufgrund seines leichtsinnigen Verhaltens ebenda, das letztendlich zum Unglück führte, zeitweise seine Rennlizenz verloren hatte.
Das beste Saisonergebnis war ein dritter Platz in Spanien von Chris Amon. Ebenfalls dort erzielte Beltoise als Sechster seinen ersten und einzigen WM-Punkt der Saison. Beim Großen Preis von Italien in Monza hatte Amon die Chance auf den Sieg, doch verlor er mit Vorsprung in Führung liegend sein Helmvisier, fiel hinter die Spitzengruppe zurück und erreichte so beim knappsten Zieleinlauf der Grand-Prix-Geschichte nur den sechsten Rang. Am Saisonende belegte Matra Sports mit 9 Punkten den siebten Rang der Konstrukteurswertung.

### 1972: Nur noch ein Fahrzeug
Im letzten Jahr des Werksteam-Engagements 1972 trat Matra Sports nur noch mit einem Fahrzeug an. Jean-Pierre Beltoise hatte das Team zum Ende der Saison 1971 verlassen und war zu B.R.M. gewechselt; so verblieb Chris Amon allein im Team. Matra entwickelte den MS120 zur C-Variante weiter. Beim ersten Rennen der Saison in Argentinien fiel der Neuseeländer noch in der Einführungsrunde mit Getriebeschaden aus. Bei den folgenden Saisonläufen kam er aber regelmäßig ins Ziel, fuhr fünfmal in die Punkteränge und erreichte als Dritter beim Großen Preis von Frankreich den letzten Podestplatz sowohl für sich selbst als auch für das Team. Mit zwölf Punkten beendete Matra Sports seine letzte Formel-1-Saison auf dem achten Platz in der Konstrukteurswertung. Trotz der weiterhin soliden Ergebnisse im vorderen Mittelfeld stellte Matra sein Formel-1-Engagement mit Ablauf der Saison 1972 ein und beschränkte sich auf die erfolgreiche Teilnahme an der Sportwagen-Weltmeisterschaft.

### 1975 – 1982: Motoren für Ligier und Shadow

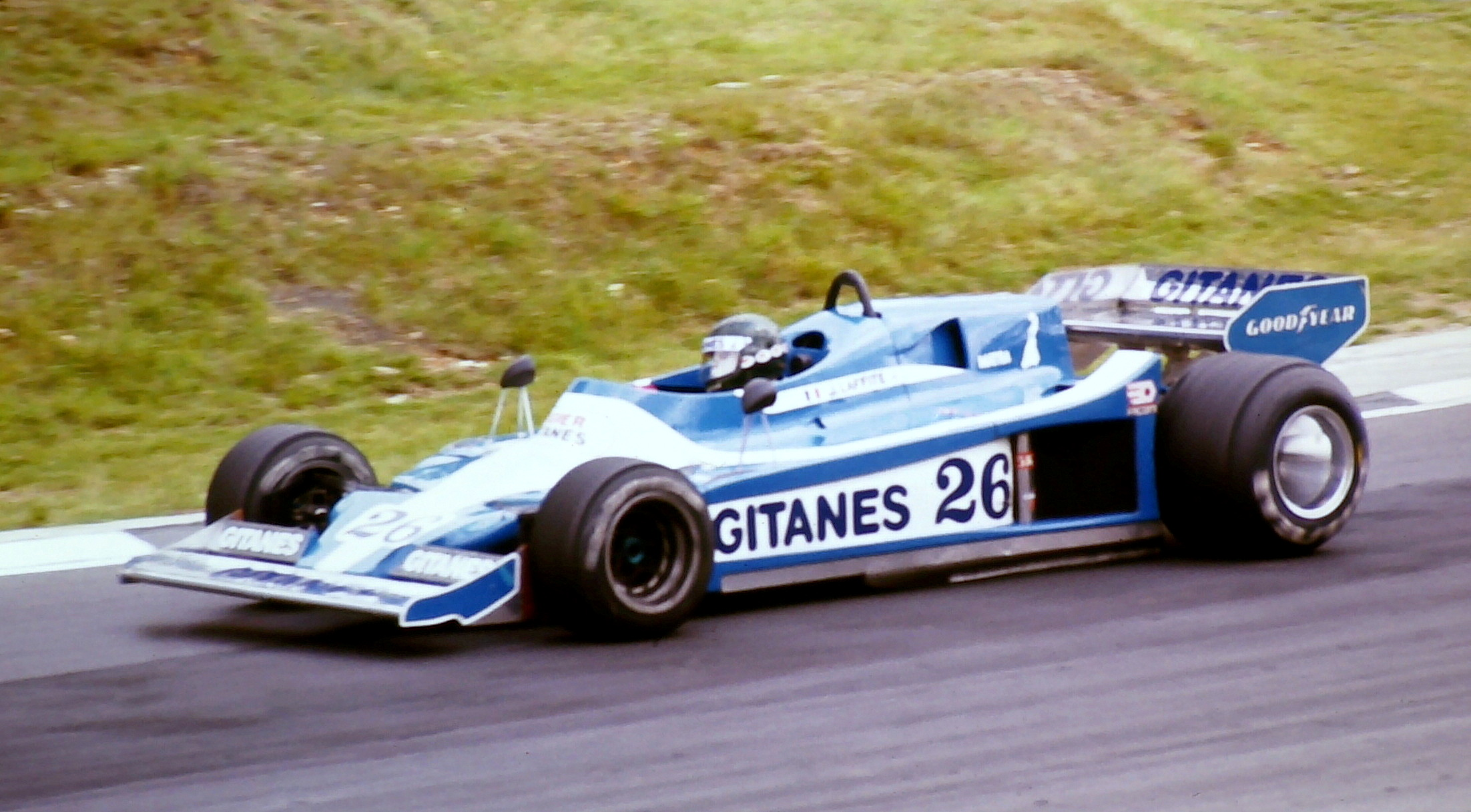
Laffite im Ligier-Matra, 1978

Das Unternehmen kehrte ab 1975 als Motorenlieferant in die Formel 1 zurück rüstete den experimentellen DN7 des Shadow-Teams mit dem Matra-Zwölfzylindermotor aus. Das in Österreich und Italien von Jean-Pierre Jarier gesteuerte Fahrzeug kam aber in keinem der beiden Rennen ins Ziel.
Von 1976 bis 1978 sowie 1981 und 1982 war Matra Motorenlieferant des französischen Formel-1-Teams Équipe Ligier, dass auch einen Großteil des Teampersonals und Inventars des Formel-1-Werksteams von Matra Sports übernommen hatte. Mit Ligier war Matra durchaus erfolgreich; die Fahrer Jacques Laffite und Eddie Cheever erreichten in dieser Zeit insgesamt drei Siege und 15 Podestplätze. Der V12-Motor wurde stetig weiterentwickelt; neben Matra verfolgte nur die Scuderia Ferrari dieses Motorenkonzept bis in die 1980er-Jahre hinein.
Erfolgreichstes Jahr für den Matra-Motor war die Saison 1981, in der Laffite bis zum letzten Rennen noch theoretische Chancen auf den Meistertitel hatte, letztlich aber die Meisterschaft mit sechs Punkten Rückstand auf Platz 4 der Fahrerwertung abschloss.

## Formel 2

### 1966: Zweite Kraft hinter Brabham

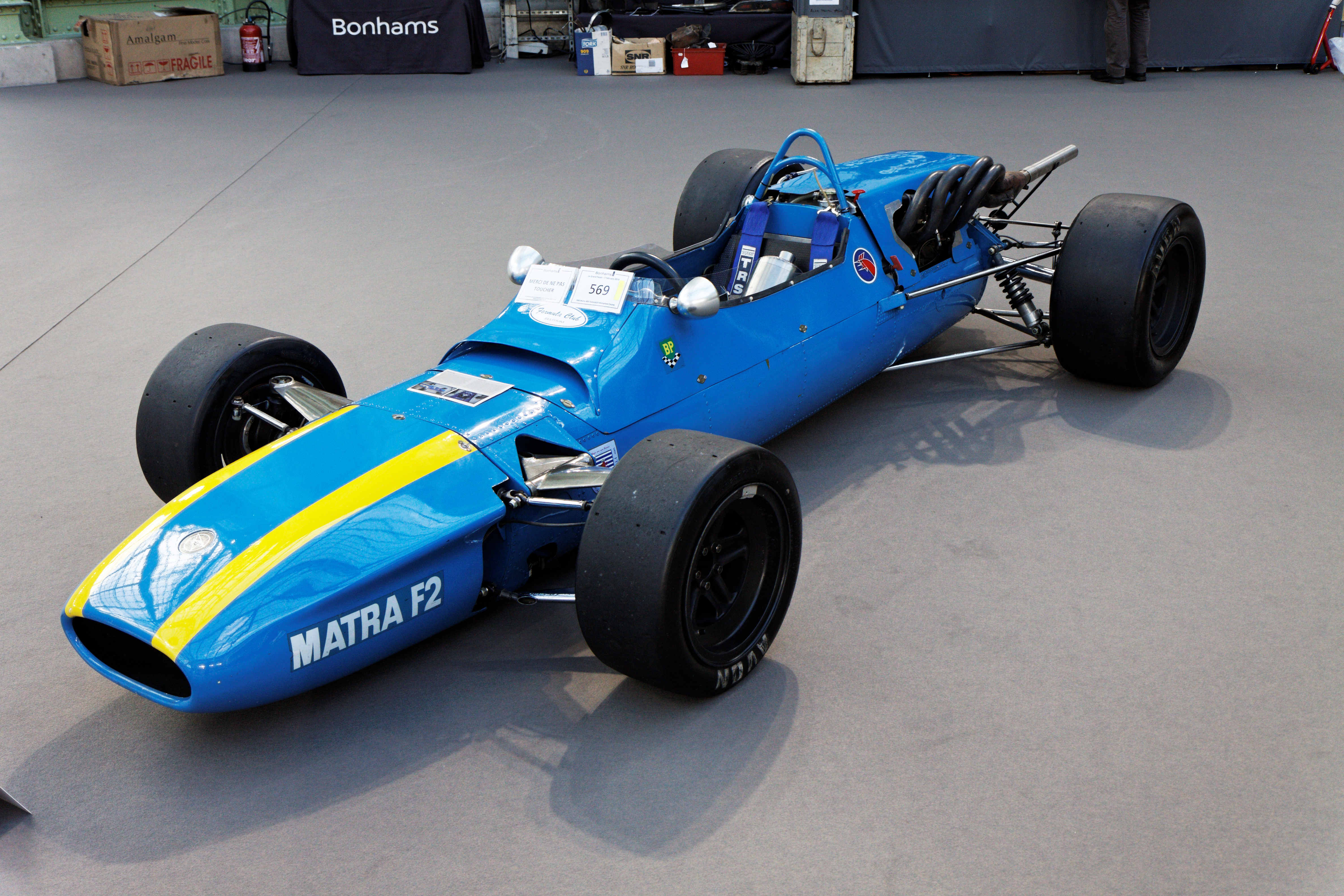
Matra MS6 von 1966

Nach dem erfolgreichen Debüt-Jahr in der Formel 3 entschloss sich Matra Sports, zur Saison 1966 in die Formel 2 einzusteigen. Dazu wurde der Matra MS5 nach den Regularien der Formel 2 geringfügig überarbeitet und als Matra MS6 gemeldet. Anfangs wurden die Wagen mit einem Achtzylinder-Motor von BRM ausgerüstet; später sattelte der Konstrukteur auf Cosworth-Motoren um. Matra Sports baute ein Werksteam auf, lieferte aber auch Chassis an Kundenteams, darunter insbesondere Ken Tyrrell, der die Wagen unter dem Namen Matra International betrieb. Da es 1966 noch keine Formel-2-Europameisterschaft gab, beschränkte sich Matra Sports auf die Teilnahme in der französischen Formel 2, die auch als Trophées de France bezeichnet wurde. Als Werksfahrer wurden Jean-Pierre Beltoise und Jo Schlesser verpflichtet. Ken Tyrrell ließ eine Reihe von Fahrern in seinen Wagen starten, darunter Jacky Ickx sowie der spätere Formel-1-Weltmeister Jackie Stewart. Außerdem nahm Graham Hill mit einem Kunden-Matra an einzelnen Läufen der Meisterschaft teil.
Am Ende der Saison mussten sich die Matra-Fahrer den überlegenen BT18 und BT21 von Brabham mit Honda-Motor geschlagen geben, mit denen Jack Brabham selbst die Gesamtwertung gewann, doch belegte Beltoise für Matra Sports den vierten Rang in der Fahrermeisterschaft. Der Titel des Konstrukteursmeisters wurde nicht vergeben.
Um die Rennen auf der langen Nordschleife für die Zuschauer attraktiver zu machen, ließ der Veranstalter für den Großen Preis von Deutschland 1966 neben den regulären Formel-1-Fahrzeugen auch Formel-2-Wagen starten. Vier Matra-Fahrzeuge gingen an den Start; das Werksteam mit Beltoise und Schlesser sowie das Tyrrell-Team mit Ickx sowie Hubert Hahne. Klassensieger wurde Beltoise, der im Gesamtklassement den achten Platz erreichte.

### 1967: Ickx siegt für Tyrrell auf Matra
Ab der Premierensaison 1967 beteiligte sich Matra Sports an der Formel-2-Europameisterschaft. Eingesetzte Fahrzeuge waren der Matra MS5 bzw. MS6 sowie der neue Matra MS7. Das Werksteam trat mit Jean-Pierre Beltoise und Johnny Servoz-Gavin als Stammfahrer sowie Henri Pescarolo als einmaligem Ersatzfahrer für Servoz-Gavin an. Matra International/Tyrrell meldete Jacky Ickx und Jackie Stewart als Stamm- sowie Jean-Pierre Jaussaud als Ersatzfahrer. Stewart galt aufgrund seiner Formel-1-Erfahrung als Graded Driver, weswegen seine Punkte und Ergebnisse nicht in die Wertung einflossen. Außerdem startete Jo Schlesser für zwei Rennen in einem Matra für Ford France.
Am Ende der Saison gewann Jacky Ickx für Ken Tyrrell den Meistertitel deutlich vor Frank Gardner im Brabham. Beltoise wurde als bester Werksfahrer Dritter in der Gesamtwertung. Ein Konstrukteursmeister wurde nicht gekürt.

### 1968: Französischer Meistertitel für das Werksteam

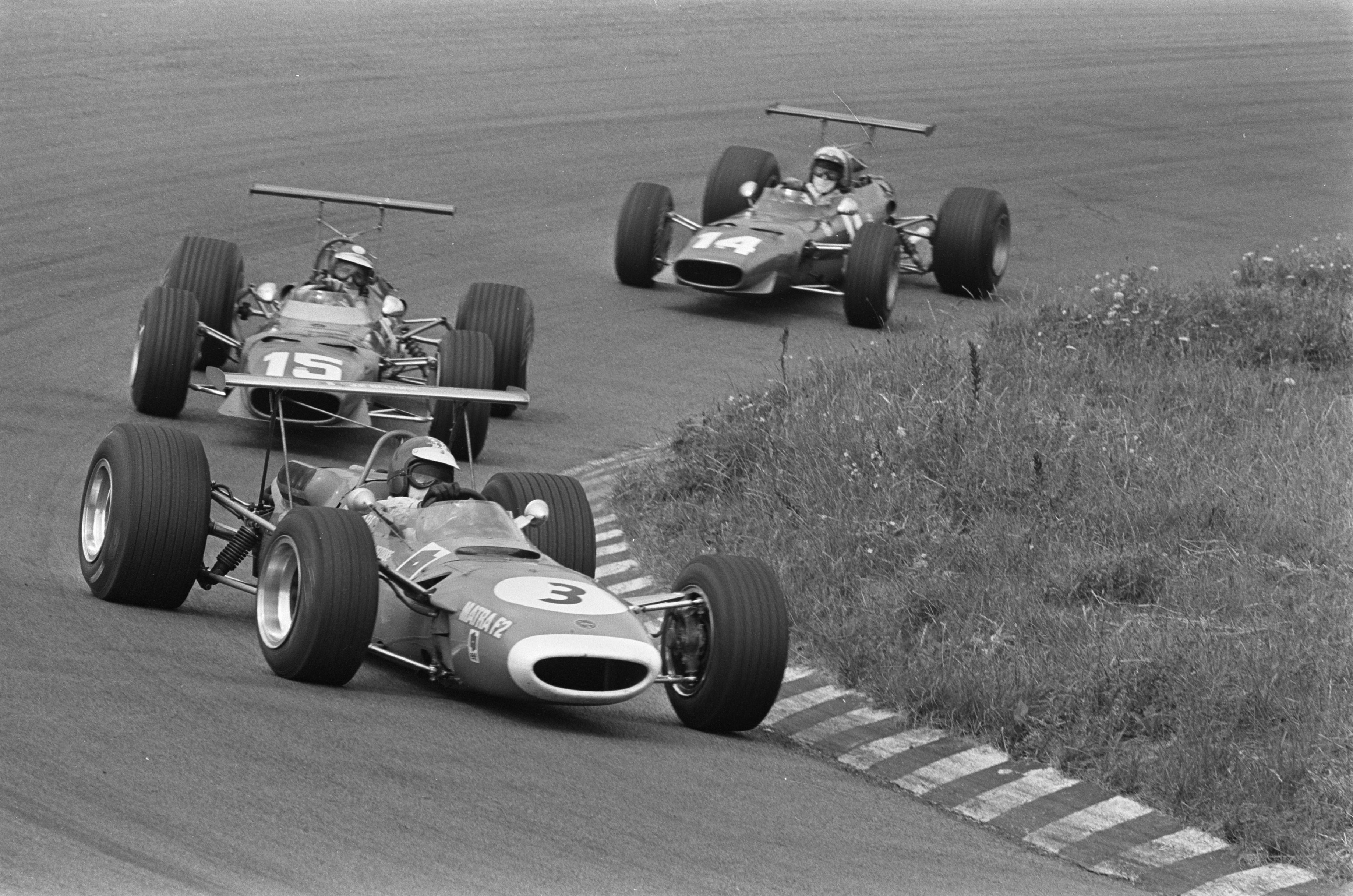
Beltoise im MS7 vor Bell und Brambilla, 1968

Für die Formel-2-Europameisterschaft 1968 legte Matra Sports nun den Fokus allein auf das Werksteam und beauftragte Ken Tyrrell damit, die Etablierung von Matra in der Formel 1 zu unterstützen. Für die Formel 2 stellte Matra Sports ein französisches Fahrer-Quartett zusammen; Jean-Pierre Beltoise und Henri Pescarolo bildeten die Stammfahrer, Johnny Servoz-Gavin und Jean-Pierre Jabouille die Ersatzfahrer. Letztere vertraten Beltoise für je ein Rennen im Laufe der Saison. Die Saison entwickelte sich zum größten Erfolg des Franzosen – Beltoise gewann fünf von neun Rennen und damit auch überlegen die Fahrer-Europameisterschaft. Sein Teamkollege Pescarolo erfuhr vier zweite Plätze und machte damit den Gesamterfolg für Matra Sports perfekt. Ein Konstrukteursmeister wurde nicht gekürt.
Zum ersten Rennen der Formel-1-Saison 1968 in Südafrika meldete das Werksteam einen MS7 für Beltoise. Während Jackie Stewart im Matra MS9 Dritter wurde, erzielte Beltoise als Sechster mit dem Formel-2-Matra einen weiteren Konstrukteurspunkt.

### 1969: Zweiter Werkstitel und Abschied
Die Formel-2-Europameisterschaft 1969 war die letzte Formel-2-Meisterschaft, an denen Matra-Chassis teilnahmen. Der Matra MS7 ging in seine dritte und letzte Saison. Ken Tyrrell wurde als Kundenpartner zurückgeholt und sollte Johnny Servoz-Gavin zum Titel führen. Vereinzelt starteten für ihn auch Jackie Stewart und Jean-Pierre Beltoise, die aber inzwischen aufgrund ihrer Formel-1-Erfahrung selbst als Graded Driver galten und daher nicht um die Meisterschaft mitfuhren, da ihre Ergebnisse nicht zählten. Zudem startete einmalig Claudio Francisci für Tyrrell. Das Werksteam meldete Henri Pescarolo und Beltoise für je vier Läufe.
Servoz-Gavin gewann die Meisterschaft souverän vor Hubert Hahne, womit der dritte von Matra Sports geförderte Nachwuchspilot in der Formel 2 erfolgreich war. Da aber neue Regelungen den Fortschritt des Herstellers in den letzten Jahren nichtig machten, zog sich Matra Ende der Saison 1969 komplett aus der Formel 2 zurück. Es wurden keine Fahrzeuge an Kundenteams verkauft oder Nachfolgemuster für den MS7 entwickelt.

## Formel 3

### 1965: Dominanz beim Debüt
Mit dem Matra MS1 erschien 1965 zum ersten Mal ein Matra-Monoposto auf den Rennstrecken. Der Hersteller nahm zunächst allein an der französischen Formel 3 teil, um kostengünstig Erfahrungen im Rennbetrieb zu sammeln sowie die Karrieren der unterstützten Nachwuchsfahrer zu fördern. Der Motor kam von Cosworth. Bereits die erste Saison des Werksteams war ein voller Erfolg: Jean-Pierre Beltoise gewann die Meisterschaft mit 271 Punkten überlegen vor seinem Teamkollegen Jean-Pierre Jaussaud, der 157 Punkte erzielte. Das weitere Fahrerfeld war praktisch chancenlos: der drittplatzierte Georges Michaud kam in seinem Cooper auf gerade einmal 95 Punkte, der Rest blieb gar punktelos.

### 1966: Zweiter Meistertitel

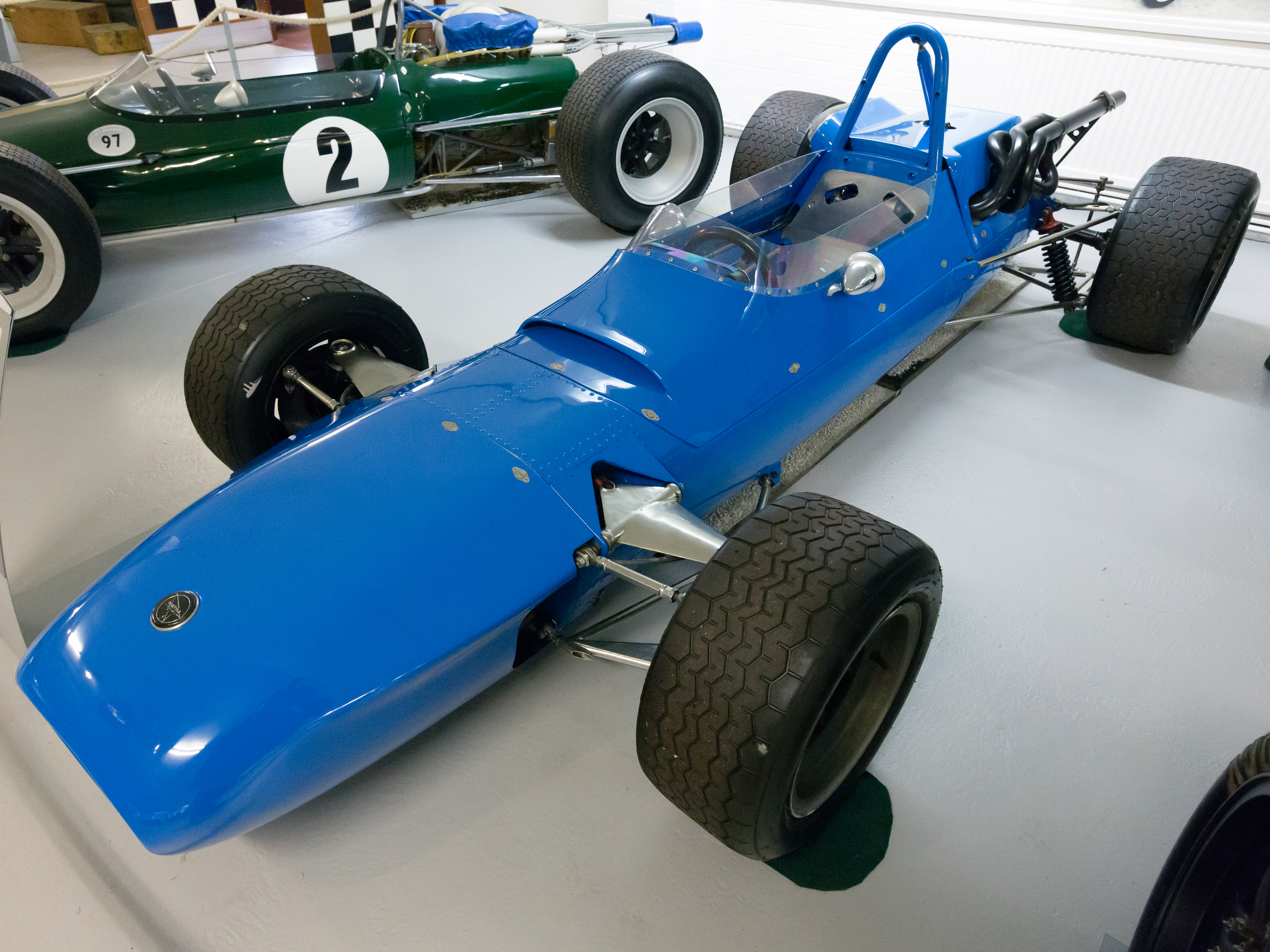
Matra MS5 von 1966

Für die Saison 1966 in der französischen Formel 3 erweiterte Matra Sports sein Engagement um einen dritten Werkswagen; der im Team verbliebene Jean-Pierre Jaussaud bekam mit Henri Pescarolo und Johnny Servoz-Gavin zwei neue Teamkollegen. Die drei Fahrer bekamen mit dem Matra MS5 zudem einen neuen Wagen. Die Saison entwickelte sich zu einem Zweikampf der Matra-Werksfahrer gegen Jacques Robert Weber im Alpine T27 (der Wagen wird in einigen Statistiken fälschlich als A310 geführt). Weber konnte mit 175 Punkten Pescarolo und Jaussaud hinter sich halten, die Meisterschaft ging aber an Johnny Servoz-Gavin, der 205 Punkte erreichte.

### 1967: Dritter Erfolg in Serie und Ende des Werks-Engagements
Die Saison 1967 markierte das letzte Jahr der Präsenz von Matra Sports als Werksteam in der Formel 3. Zum Einsatz kamen wieder die MS5 des Vorjahres. Henri Pescarolo siegte vor Jean-Pierre Jaussaud und markierte somit den dritten Matra-Erfolg in Folge in der französischen Formel 3. Außerdem gewannen die Matra-Werksfahrer insgesamt 16 Läufe der europäischen Formel-3-Meisterschaft, die Pescarolo ebenfalls klar gewinnen konnte. Nach diesen Erfolgen sah Matra Sports sein Ziel in der Formel 3 erreicht und trat mit dem Ende der Saison 1967 als Werksteam aus. Die Chassis wurden aber entgegen der üblichen Firmenpolitik an Kundenteams verkauft.

### 1968: Weiterhin siegreich in privater Hand
In der Saison 1968 konnte in der europäischen Formel-3-Meisterschaft insbesondere Jean-Pierre Jabouille noch einige Rennsiege für das Matra-MS5-Chassis einfahren, der den Wagen privat meldete. Außerdem gewann Adam Potocki ein Rennen. Gegen die neuen Tecno TF68 war der inzwischen zwei Jahre alte MS5 aber trotz des Engagements der Fahrer gewissermaßen chancenlos. In der französischen Formel 3, in der Jabouille und Jean-Pierre Jaussaud weiterhin antraten, war der Abstand aber deutlich geringer. Am Saisonende verfehlte Jabouille mit 79,8 Punkten den Titel nur knapp gegen François Cevert im Tecno mit 81,9 Punkten.

### 1969: Ende der Konkurrenzfähigkeit
Die Formel-3-Saisons 1969 markierten den endgültigen Niedergang der Matra MS5 in der Formel 3. Die nicht mehr weiterentwickelten Fahrzeuge waren inzwischen nicht mehr konkurrenzfähig und die privaten Starter Hervé Bayard, Gérard Bazin, Max Bonnin und Adam Potocki konnten in der französischen Formel 3 keine Erfolge erzielen. Oft verfehlten sie sogar die Qualifikation. Auch in der inzwischen in internationale Formel-3-Meisterschaft umbenannten, europaweiten Veranstaltung erzielten die Matra-Fahrer keine Erfolge.

### 1970: Letzte Gaststarts
Im Jahr 1970 nahmen Gérard Bazin und Philippe Monot an einzelnen Läufen der französischen Formel-3-Meisterschaft ohne Erfolg teil, konnten sich aber für einen Großteil der Veranstaltungen nicht qualifizieren. Zum Ende der Saison verschwanden die Matra von den Rennstrecken.

## Sportwagen-Weltmeisterschaft

### 1966: Le-Mans-Debüt ohne Glanz
Sein Debüt im Sportwagensport gab Matra Sports beim 24-Stunden-Rennen von Le Mans 1966. Als Einsatzwagen wurden drei Matra MS620 gemeldet, die kurz zuvor fertiggestellt worden waren. Die Mannschaften bildeten Henri Pescarolo und Jean-Pierre Jaussaud, Jo Schlesser und Alan Rees sowie Jean-Pierre Beltoise und Johnny Servoz-Gavin. Ziel war es von Anfang an, in der Gesamtwertung Erfolge einzufahren. Dies war mit dem MS620 aber bereits von Beginn an eher unwahrscheinlich, da der Wagen in Ermangelung eines eigenen Motors mit einem 2-Liter-Motor von B.R.M. ausgerüstet wurde, der aber gegen die 5-Liter-Motoren der Spitzenfahrzeuge chancenlos war. Dementsprechend musste das Ziel zunächst auf den Klassensieg korrigiert werden. Direkte Gegner waren dabei die Carrera 6 von Porsche.
Die MS620 konnten zu Beginn das Tempo der Porsche zwar mitfahren, aber schon bald zeigten sich erste Schwächen. Vor allem der B.R.M.-Motor, der aus einem Formel-1-Aggregat abgeleitet wurde, war für Langstreckenrennen und konstanten Betrieb über viele Stunden nicht konzipiert und dementsprechend für den Einsatz in Le Mans ungeeignet. Keiner der MS620 sah am Sonntag die Zielflagge. Schon nach 31 Runden mussten Pescarolo und Jaussaud nach einem Defekt an der Ölpumpe das Rennen aufgeben. Nach 100 Runden endete die Fahrt von Schlesser/Rees nach einem Unfall und nur zwölf Runden später mussten auch Beltoise und Gavin nach einem Getriebeschaden das Rennen vorzeitig beenden.
In der Sportwagen-Weltmeisterschaft 1966 wurde der Hersteller nicht gelistet.

### 1967: Erste Siegeschanchen

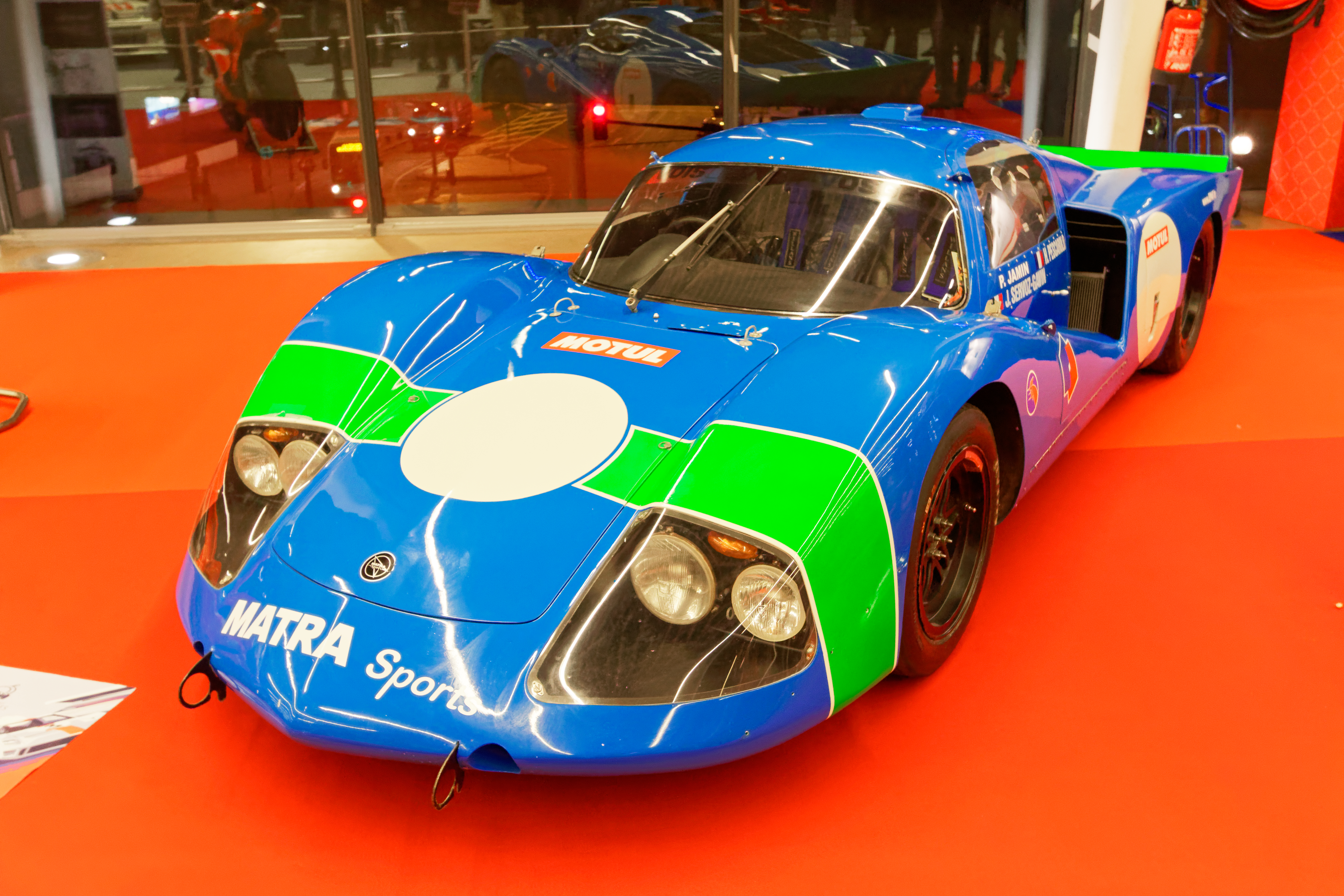
MS630 von 1967, 2017

Auch 1967 arbeitete Matra Sports auf die Teilnahme am 24-Stunden-Rennen von Le Mans hin. Der MS620 wurde anhand der gesammelten Erfahrungen im Vorjahr zum MS630 weiterentwickelt. Der neue Wagen war unter den Gesichtspunkten der Aerodynamik und Motorkühlung großflächig überarbeitet worden. Das B.R.M.-Aggregat wurde aber weiterverwendet. Beim 12-Stunden-Rennen von Reims Ende Juni 1967 wurde der MS630 zum ersten Mal im Rennbetrieb eingesetzt. Es wurde nur ein Fahrzeug mit den Fahrern Henri Pescarolo und Jean-Pierre Jaussaud gemeldet. Nach einem unspektakulären Rennen fiel das Duo aber in der 77. Runde mit Getriebeschaden aus.
Zum Rennen in Le Mans meldete Matra im Gegensatz zum Vorjahr zur zwei Werkswagen. Fahrer waren  Jean-Pierre Beltoise und Johnny Servoz-Gavin einerseits sowie wieder Pescarolo und Jaussaud andererseits. Obwohl Matra Sports große Mühen in die Vorbereitung des Wagens steckte, kam keines der beiden Fahrerpaare ins Ziel. Pescarolo/Jaussaud schieden nach einem Bruch der hinteren Aufhängung schon nach 43 gefahrenen Runden aus, während kurz vor Mitternacht auch Beltoise/Servoz-Gavin mit Ventilschaden aufgeben mussten. Matra gab daraufhin den anfälligen B.R.M.-Motor auf und rüstete die MS630 mit einem 4,7-Liter-V8 von Ford aus. Dieser Motor war bereits im Vorjahr im MS620 getestet worden, stellte sich aber für das leichte Chassis als zu schwer heraus.
Mit dem neuen Ford-Motor geriet Matra Sports in Aufwind. Beim 1000-km-Rennen von Paris 1967 führte das Duo Beltoise/Pescarolo bereits kurz nach dem Start, doch musste Pescarolo den Wagen in der 54. Runde mit Motorschaden abstellen. Das zweite Matra-Team Jaussaud/Servoz-Gavin kam ins Ziel, war aber nie in Siegesreichweite.
Da keine Punkte erzielt wurden, erschien Matra auch in diesem Jahr nicht im Endklassement der Sportwagen-Weltmeisterschaft.

### 1968: Mit eigenem Motor auf dem Weg nach oben
Für das Jahr 1968 hatte Matra Sports die Entwicklung eines eigenen 3.0-Liter-V12-Motors angepeilt. Dieses Aggregat wurde Mitte des Jahres fertiggestellt und gab sein Debüt in einem entsprechend angepassten Matra MS630 im Mai 1968 beim 1000-km-Rennen von Spa-Francorchamps. Die beiden Fahrer Henri Pescarolo und Robert Mieusset mussten aber bereits nach einer Runde mit Aufhängungsschaden aufgeben. Dementsprechend konnte Matra bei dieser Teilnahme, die als Vorbereitung für das Rennen in Le Mans gedacht war, kaum Daten sammeln.
Für das 24-Stunden-Rennen von Le Mans 1968 meldete Matra Sports nur einen MS630 mit V12-Motor für Henri Pescarolo und Johnny Servoz-Gavin. Das nun komplett französische Team hatte einen guten Start und arbeitete sich über die Nacht bis auf den zweiten Rang in der Gesamtwertung vor. In Runde 283 brach aber die Aufhängung, weswegen das Duo das Rennen aufgeben musste. Trotzdem ging die Tendenz für Matra Sports klar nach oben, was zu einer Intensivierung des Sportwagen-Engagements in den Folgejahren führte.
Da Matra punktelos blieb, erschien der Hersteller nicht in der Wertung der Sportwagen-Weltmeisterschaft 1968.

### 1969: Schwerer Unfall und erste Weltmeisterschaftspunkte

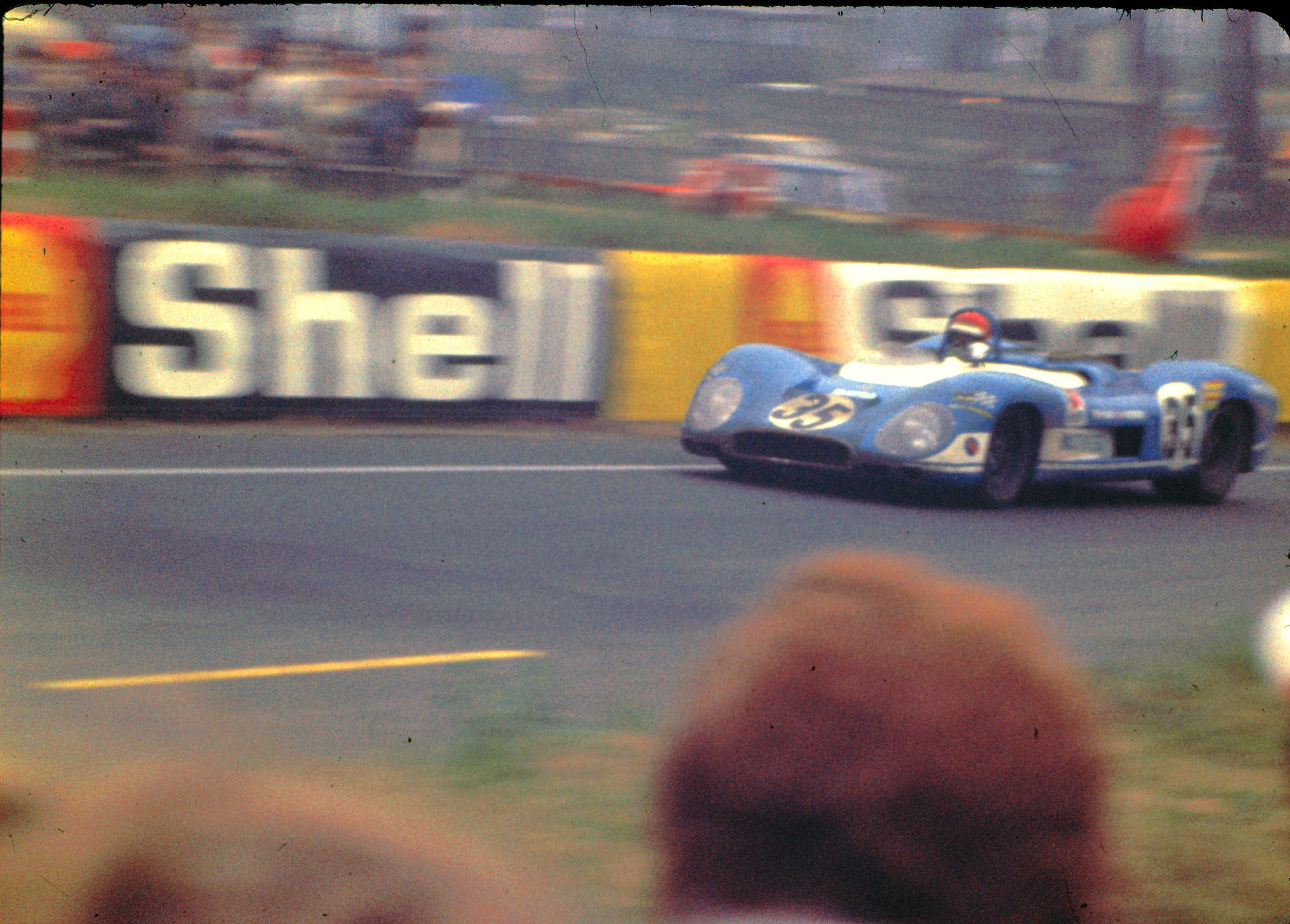
MS630/650 von Galli/Widdows in Le Mans, 1969

Für die Sportwagen-Weltmeisterschaft 1969 trat Matra Sports sowohl mit dem MS630 als auch dem neuen MS650 zu den Läufen an. Zur Saisoneröffnung, dem 24-Stunden-Rennen von Daytona, reiste Matra Sports mit einem 630C an, der von Johnny Servoz-Gavin und Henri Pescarolo gefahren werden sollte. Das Fahrzeug wurde aber bei einem Unfall im Training zerstört, weswegen das Team letztendlich nicht startete. Zu den folgenden Veranstaltungen – dem 12-Stunden-Rennen von Sebring und dem 6-Stunden-Rennen von Brands Hatch – meldete Matra Sports keine Fahrzeuge, sondern konzentrierte sich auf die Entwicklung des neuen MS640. Die exotisch geformte Karosserie des Wagens war aber zu schwach konstruiert, verformte sich bei schneller Fahrt und beeinflusste dadurch die Aerodynamik negativ. Pescarolo testete den Wagen im April auf dem Circuit de la Sarthe und erlitt nach einem Unfall ausgelöst durch mangelnde Bodenhaftung schwere Verletzungen, von denen er sich ein halbes Jahr lang erholen musste. Als Reaktion stellte Matra Sports die Arbeiten am MS640 sofort zugunsten des konventionell gebauten MS650 ein.
Erst zum 24-Stunden-Rennen von Le Mans erschien Matra Sports wieder bei Sportwagenrennen. Das Team meldete vier Wagen mit je zwei Fahrern. Den neuen MS650 pilotierten Jean-Pierre Beltoise und Piers Courage, einen älteren MS630 Jean Guichet und Nino Vaccarella. Zudem traten Johnny Servoz-Gavin und Herbert Müller einerseits sowie Nanni Galli und Robin Widdows andererseits mit einem als MS630/650 bezeichneten Wagen an. Dabei handelte es sich um das Fahrgestell eines MS630, auf den die neue Karosserie des MS650 aufgesetzt wurde. Alle diese Wagen setzten den Matra-V12-Motor ein. Das beste Ergebnis erreichte das Duo Beltoise/Courage, die den vierten Rang im Gesamtklassement belegten. Ihnen folgte das Team Guichet/Vaccarella auf Rang fünf. Galli/Widdows wurden Siebte, Servoz-Gavin/Müller fielen mit Elektrikproblemen aus.
Zum folgenden Lauf, dem 6-Stunden-Rennen von Watkins Glen in den USA, reiste Matra Sports mit einem MS650 und einem MS630/650 an. Die zwei unter dem Teamnamen Matra of France gemeldeten Wagen wurden entsprechend von Johnny Servoz-Gavin und Pedro Rodríguez sowie von Jean Guichet und Robin Widdows pilotiert. Servoz-Gavin/Rodriguez wurden Vierte im Gesamtklassement, während ihre Teamkollegen mit Kupplungsschaden ausfielen. Zum letzten Lauf der Sportwagen-Weltmeisterschaft in diesem Jahr, dem 1000-km-Rennen von Zeltweg, reiste Matra Sports nur noch mit einem Fahrzeug an. Das Duo Servoz-Gavin/Rodriguez startete wieder im MS650, musste aber nach einem Unfall das Rennen aufgeben.
Obwohl Matra Sports zu einem Großteil der Rennen nicht antrat, reichten die erzielten 6 Punkte am Saisonende für den fünften Platz in der Marken-Weltmeisterschaft.

### 1970: Klassensiege und Le-Mans-Fehlschlag

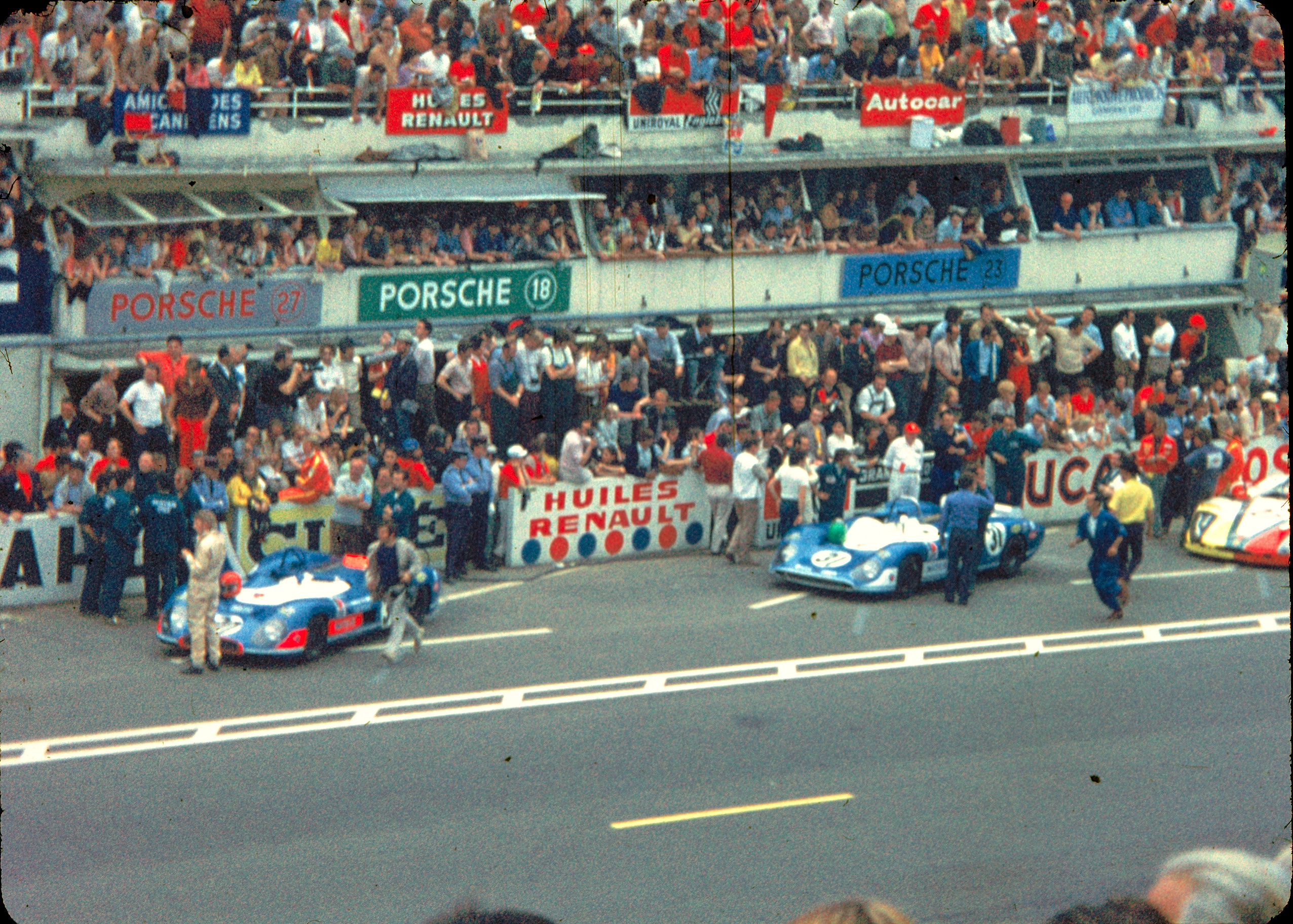
MS660 von Beltoise/Pescarolo und MS650 von Depailler/Jabouille in Le Mans, 1970

Zur Saisoneröffnung der Sportwagen-Weltmeisterschaft 1970 in Daytona startete Matra Sports mit zwei MS650 und den Fahrerpaarungen François Cevert/Jack Brabham sowie Jean-Pierre Beltoise/Henri Pescarolo. Der Wagen hatte über den Winter allerdings einen großen Teil seiner Konkurrenzfähigkeit eingebüßt und die Mannschaften kamen nur auf dem zehnten bzw. achtzehnten Platz im Gesamtklassement ins Ziel. Beim folgenden 12-Stunden-Rennen von Sebring ersetzte Johnny Servoz-Gavin Jean-Pierre Beltoise einerseits und Dan Gurney Jack Brabham andererseits. Dieses Rennen war erfolgreicher; Servoz-Gavin/Pescarolo wurden Gesamtvierte und erzielten so zwei Punkte für die Marken-Weltmeisterschaft, während Gurney/Cevert als Zwölfte punktelos blieben. Da sich das Ende der Zeit des MS650 abzeichnete, begannen die Arbeiten am Nachfolgefahrzeug MS660.
Beim Auftakt der Europa-Läufe, dem 1000-km-Rennen von Brands Hatch, meldete Matra Sports wieder zwei MS650, doch blieben beide Fahrzeuge punktelos. Das folgende 1000-km-Rennen von Monza war erfolgreicher: Die Duos Beltoise/Brabham sowie Servoz-Gavin/Pescarolo wurden Gesamtfünfte und -sechste und errangen zudem den Klassensieg für P-3.0-Fahrzeuge. Dies bedeutete zudem zwei zusätzliche Punkte in der Marken-WM. Zu den drei folgenden Veranstaltungen – der Targa Florio sowie den 1000-km-Rennen in Spa-Francorchamps und auf dem Nürburgring trat Matra Sports nicht an und konzentrierte sich auf die pünktliche Fertigstellung des neuen Wagens zum Rennen in Le Mans.
Zum 24-Stunden-Rennen von Le Mans kehrte Matra Sports an die Rennstrecken zurück und meldete neben den etablierten zwei MS650 auch ein Exemplar des neuen MS660. Diesen pilotierten Jean-Pierre Beltoise und Henri Pescarolo, während die MS650 von Jack Brabham und Francois Cevert einerseits sowie Jean-Pierre Jabouille und Patrick Depailler andererseits gelenkt wurden. Das Rennen entwickelte sich für das französische Team aber zum Desaster – aufgrund von Motorenproblemen kam keines der drei Fahrzeuge ins Ziel. Als Reaktion darauf zog sich Matra Sports für den Rest der Saison vom Sportwagensport zurück. Die bereits erzielten vier Punkte ließen Matra den vierten Platz in der Marken-Weltmeisterschaft erreichen.

### 1971: Krisenjahr
Die Sportwagen-Weltmeisterschaft 1971 verlief in vielerlei Hinsicht dramatisch: Während des 1000-km-Rennen von Buenos Aires im Januar 1971 war der Matra-Werksfahrer Jean-Pierre Beltoise in den tödlichen Unfall seines Kontrahenten Ignazio Giunti verwickelt. Beltoise war mit Jean-Pierre Jabouille auf einem MS660 als einzige Matra-Mannschaft zum Rennen gestartet und saß in Runde 36 am Steuer, als ihm kurz vor der Boxengasse das Benzin ausging. Er sah daher in der Aufgabe keine Option und entschied sich, das Fahrzeug an die Box zu schieben. Dies war für sich selbst in dieser Zeit kein unüblicher Vorgang, teilweise beendeten Fahrer auch Rennen auf diese Weise. Da Beltoise aber am linken Streckenrand zum Stillstand gekommen war, musste er mit seinem Wagen die komplette Strecke überqueren, um die rechts liegende Boxengasse zu erreichen. In der Zwischenzeit hatte das Feld den Matra am Streckenrand bereits zweimal passiert. Der mit hoher Geschwindigkeit herannahende Mike Parkes wich schlagartig nach links aus, als er den auf einmal mitten auf der Strecke stehenden MS660 bemerkte, obwohl auf der rechten Seite mehr Platz gewesen wäre. Dadurch kreuzte er die Spur des links versetzt hinter ihm fahrenden Ignazio Giunti. Der Italiener wurde aufgrund des plötzlich vor ihm auftauchenden Parkes abgelenkt und streifte die linke Seite des Matra. Giuntis Ferrari 312PB riss auseinander und ging sofort in Flammen auf. Der Fahrer erlitt schwerste Brandverletzungen und verstarb wenig später.
Als Reaktion auf dieses leichtsinnige Verhalten wurde Beltoise zunächst kurzzeitig Anfang der Saison sowie im Spätsommer für längere Zeit die Rennlizenz entzogen. Matra Sports trat zudem abgesehen vom 24-Stunden-Rennen von Le Mans bei keinen weiteren Rennen mehr an.
Das 24-Stunden-Rennen von Le Mans 1971 bestritt Matra mit nur einem Fahrzeug. Beltoise kehrte ins Cockpit des MS660 zurück und wurde mit seinem Formel-1-Teamkollegen Chris Amon ergänzt. Das Team fiel mit Problemen an der Benzineinspritzanlage aus. Da Matra Sports in keinem der beiden Rennen, an dem sie teilgenommen hatten, ins Ziel kam, wurden sie mit null Punkten in der Marken-Weltmeisterschaft nicht berücksichtigt.

### 1972: Doppelsieg in Le Mans

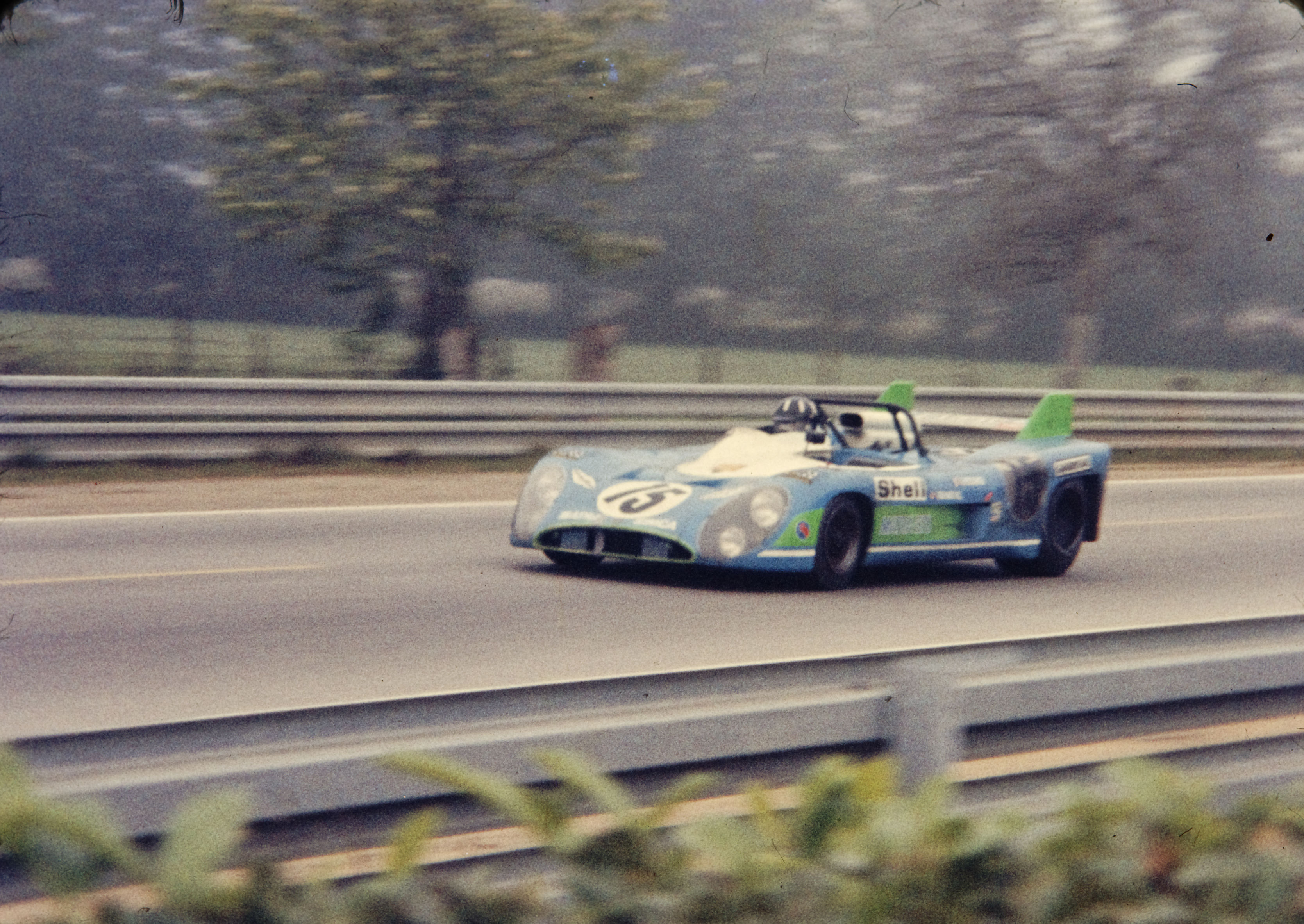
MS670 von Hill/Pescarolo, 1972

Für das Jahr 1972 beschränkte sich Matra Sports allein auf die Teilnahme am 24-Stunden-Rennen von Le Mans.
Nach einer Änderung des Sportwagen-Reglements durch die FIA, das die großen 5-Liter-Sportwagen der Klasse S wie den Porsche 917, den Ferrari 512S und den Lola T70 von den internationalen Rennstrecken verbannte, war der neue Matra MS670 in Le Mans plötzlich siegfähig. Außerdem nahm die Scuderia Ferrari, die die Sportwagen-Weltmeisterschaft in diesem Jahr dominierte, nicht am Rennen teil. Dadurch beschränkte sich die Gegnerschaft von Matra Sports auf einige schon in die Jahre gekommene Porsche 908 und die noch nicht ausgereiften Alfa Romeo Tipo 33. So gelang dem mit vier Fahrzeugen angetretenen Team ein Doppelsieg. Das Duo Henri Pescarolo/Graham Hill gewann souverän vor dem zweiten MS670 von François Cevert und Howden Ganley. Der dritte Werkswagen mit Jean-Pierre Beltoise und Chris Amon schied nach einem Unfall bereits nach nur einer gefahrenen Runde aus. Die vierte Matra-Mannschaft mit Jean-Pierre Jabouille und David Hobbs, die noch mit einem älteren MS660C startete, fiel nach 278 gefahrenen Runden an dritter Stelle liegend mit Kupplungsschaden aus.
Bedingt durch diesen Erfolg belegte Matra am Ende mit 20 Punkten den siebten Platz in der Marken-Weltmeisterschaft und stand damit noch vor etablierten Marken wie Chevrolet oder De Tomaso, die an deutlich mehr Rennen teilgenommen hatten.

### 1973: Erstplatzierter der Marken-Weltmeisterschaft
Mit dem siegfähigen MS670 im Rücken sowie dem im Vorjahr vollzogenen Austritt aus der Formel-1-Weltmeisterschaft waren nun die Ressourcen für ein vollumfängliches Engagement in der Sportwagen-Weltmeisterschaft frei. Zur Saisoneröffnung in Daytona reiste Matra Sports mit nur einem Wagen an, auf dem erstmals drei Fahrer eingesetzt wurden. Jean-Pierre Beltoise, Henri Pescarolo und François Cevert fielen in der 267 Runde mit technischen Problemen aus. Zum folgenden 6-Stunden-Rennen von Vallelunga meldete Matra Sports zwei Wagen. Die Fahrer Pescarolo, Gérard Larrousse und Cevert gewannen das Rennen knapp vor dem Ferrari 312PB von Tim Schenken und Carlos Reutemann. Beim 1000-km-Rennen von Dijon wiederholte Matra diesen Erfolg. Bei den folgenden zwei Rennen in Monza und Spa-Francorchamps belegten Matra-Fahrzeuge jeweils den dritten Platz. An der Targa Florio nahm das Team nicht teil, beim 1000-km-Rennen auf dem Nürburgring kam kein Matra ins Ziel.
Zweifellos der größte Erfolg der Saison war aber der erneute Gewinn des 24-Stunden-Rennens von Le Mans. Das Duo Pescarolo/Larousse gewann die Gesamtwertung vor Arturo Merzario und Carlos Pace im Ferrari. Auch die folgenden, letzten beiden WM-Läufe – das 1000-km-Rennen von Zeltweg und das 6-Stunden-Rennen von Watkins Glen – entschieden die beiden Fahrer auf Matra für sich.
Die Teilnahme an der kompletten Saison machte sich für Matra bezahlt – zum ersten Mal gewann ein französischer Konstrukteur die Marken-Weltmeisterschaft. Matra setzte sich mit 124 Punkten gegen Ferrari durch, die 115 Zähler erreichen konnten. Damit war der Hersteller außerdem in allen drei Formel-Klassen sowie in der Sportwagen-Weltmeisterschaft siegreich.

### 1974: Wiederholung der Vorjahreserfolge und Ende des Engagements

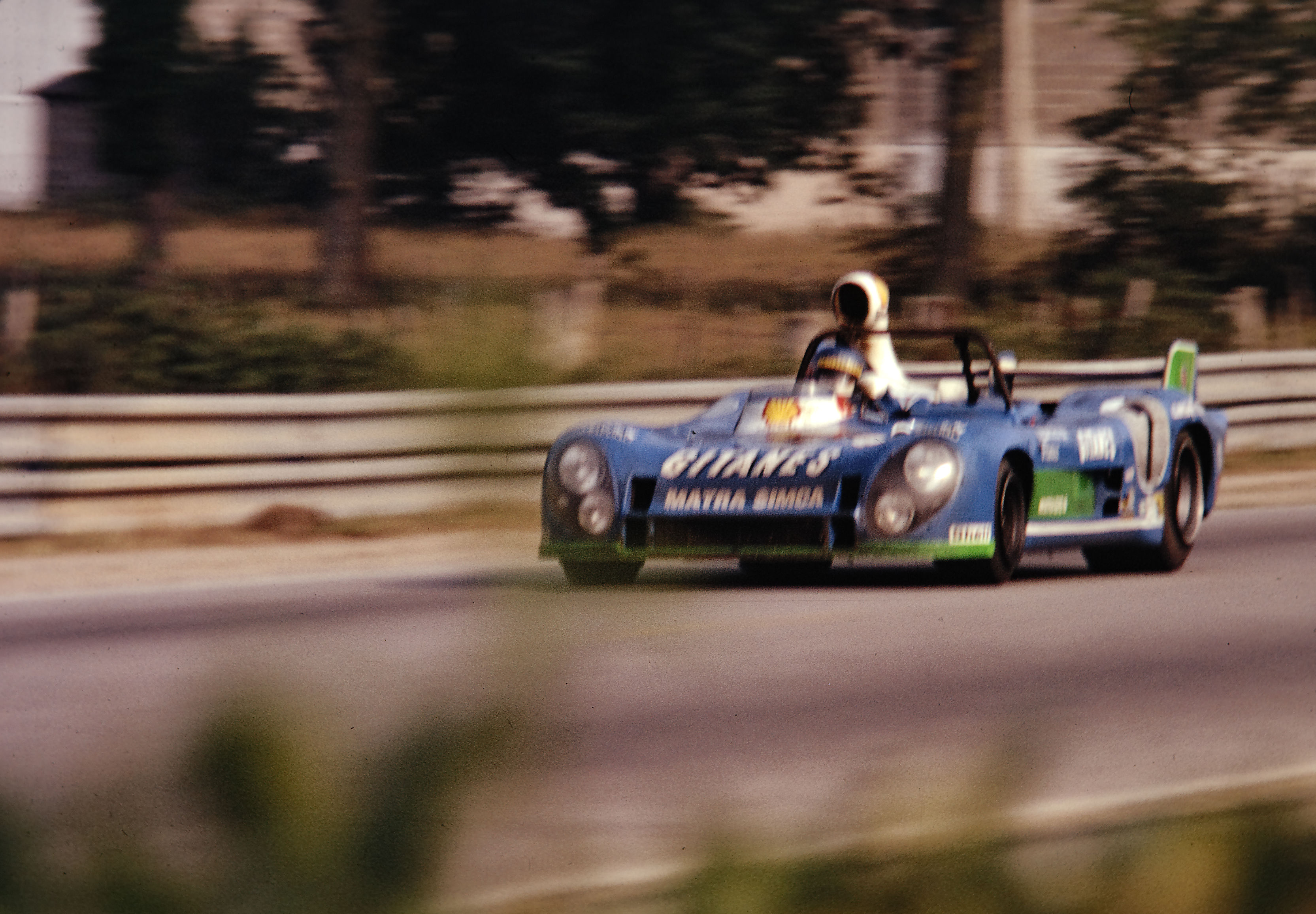
MS670 von Pescarolo/Larousse, 1974

Im letzten Jahr des Engagements von Matra Sports konzentrierte sich das Team wieder auf die Sportwagen-Weltmeisterschaft. Bedingt durch das Ende des Sportwagen-Programms bei der Scuderia Ferrari fuhren die Matra-Boliden nun praktisch ohne Konkurrenz. Zwar gewann Alfa Romeo mit einem Tripelsieg die Saisoneröffnung in Monza, doch hatte der italienische Konstrukteur diesen Erfolg eher dem Ausfall der einzigen Matra-Mannschaft um Jean-Pierre Beltoise und Jean-Pierre Jarier zu verantworten. Danach war der französische Konstrukteur, der in dieser Saison unter dem Namen des Hauptsponsors SEITA, der mit seiner Marke Gitanes warb, als Équipe Gitanes antrat, nicht mehr zu schlagen. Mit dem MS670C gewannen Beltoise/Jarier und Henri Pescarolo/Gérard Larrousse je viermal sowie das Duo Jacky Ickx/Jarier einmal.
Beim 24-Stunden-Rennen von Le Mans 1974 debütierte Matra zudem mit dem Matra MS680 seinen letzten Sportwagen-Prototypen. Der Wagen wurde vor dem Rennen ausgiebig getestet und erzielte ansprechende Zeiten, war aber nicht schneller als die MS670C. Der vom Duo Beltoise/Jarier gesteuerte Wagen fiel in der 104. Runde mit Problemen bei der Motorkühlung aus. Pescarolo und Larousse gewannen dagegen mit dem bewährten MS670C die Gesamtwertung.
Durch diese Erfolge bereits vorzeitig Meister entschied Matra zum zweiten und letzten Mal die Marken-Weltmeisterschaft für sich. Danach zog sich Matra als Chassis-Konstrukteur aus dem internationalen Motorsport zurück – kein Sportwagen-Chassis wurde an Kundenteams verkauft.

## Zahlen und Daten

### Formel 1

#### Gesamtstatistik als Konstrukteur
Die Aufstellung beinhaltet alle Matra-Monoposto inklusive Formel-2-Wagen, die an Rennen der Formel 1 teilgenommen haben.
| Saison | Teamname                      | Chassis      | Motor               | Reifen | Grand Prix | Siege | Zweiter | Dritter | Poles | schn. Runden | Punkte | WM-Rang |
| ------ | ----------------------------- | ------------ | ------------------- | ------ | ---------- | ----- | ------- | ------- | ----- | ------------ | ------ | ------- |
| 1967   | Matra Sports                  | Matra MS6    | Cosworth FVA 1.6 L4 | D      | 1          | —     | —       | —       | —     | —            | —      | NC      |
| 1967   | Matra Sports                  | Matra MS7    | Cosworth FVA 1.6 L4 | D      | 2          | —     | —       | —       | —     | —            | —      | NC      |
| 1968   | Matra Sports                  | Matra MS11   | Matra MS9 3.0 V12   | D      | 10         | —     | 1       | —       | —     | 1            | 8      | 9.      |
| 1968   | Matra International (Tyrrell) | Matra MS7    | Cosworth FVA 1.6 L4 | D      | 1          |       |         |         |       |              | 1      | 3.      |
| 1968   | Matra International (Tyrrell) | Matra MS9    | Cosworth DFV 3.0 V8 | D      | 1          | —     | —       | —       | —     | —            | 0      | 3.      |
| 1968   | Matra International (Tyrrell) | Matra MS10   | Cosworth DFV 3.0 V8 | D      | 11         | 3     | —       | 1       | —     | 2            | 36     | 3.      |
| 1969   | Matra International (Tyrrell) | Matra MS10   | Cosworth DFV 3.0 V8 | D      | 1          | 1     | —       | —       | —     | —            | 9      | 1.      |
| 1969   | Matra International (Tyrrell) | Matra MS80   | Cosworth DFV 3.0 V8 | D      | 10         | 5     | 1       | —       | 2     | 5            | 57     | 1.      |
| 1969   | Matra International (Tyrrell) | Matra MS84   | Cosworth DFV 3.0 V8 | D      | 4          | —     | —       | —       | —     | —            | 1      | 1.      |
| 1969   | Matra International (Tyrrell) | Matra MS7    | Cosworth FVA 1.6 L4 | D      | 1          | —     | —       | —       | —     | —            | —      | 1.      |
| 1969   | Matra Sports (Formel 2)       | Matra MS7    | Cosworth FVA 1.6 L4 | D      | 1          | —     | —       | —       | —     | —            | —      | —       |
| 1970   | Equipe Matra Elf              | Matra MS120  | Matra MS12 3.0 V12  | G      | 13         | —     | —       | 3       | —     | —            | 23     | 7.      |
| 1971   | Equipe Matra Sports           | Matra MS120B | Matra MS71 3.0 V12  | G      | 10         | —     | —       | 1       | —     | —            | 9      | 7.      |
| 1972   | Equipe Matra Sports           | Matra MS120C | Matra MS72 3.0 V12  | G      | 12         | —     | —       | 1       | —     | —            | 12     | 8.      |
| Gesamt | Gesamt                        | Gesamt       | Gesamt              | Gesamt | 79         | 9     | 2       | 6       | 2     | 8            | 163    |         |

#### Alle Fahrer auf Matra in der Formel 1
Die Aufstellung beinhaltet die Fahrer des Werksteams sowie des Tyrrell-Kundenteams inklusive Teilnahme an Grands Prix mit Formel-2-Rennwagen.
| Fahrer               | auf Matra aktiv | Grand Prix | Punkte | Siege | Zweiter | Dritter | Poles | SR | beste WM-Pos.    |
| -------------------- | --------------- | ---------- | ------ | ----- | ------- | ------- | ----- | -- | ---------------- |
| Jean-Pierre Beltoise | 1967–1971       | 46         | 49     | —     | 2       | 4       | —     | 3  | 05. (1969)       |
| Henri Pescarolo      | 1968, 1970      | 16         | 8      | —     | —       | 1       | —     | —  | 12. (1970)       |
| Chris Amon           | 1971–1972       | 21         | 21     | —     | —       | 2       | —     | —  | 10. (1971, 1972) |
| Johnny Servoz-Gavin  | 1967–1969       | 10         | 7      | —     | 1       | —       | —     | —  | 14. (1968)       |
| Jackie Stewart       | 1968–1969       | 21         | 99     | 9     | 1       | 1       | 2     | 5  | 0 1. (1969)      |
| Jo Schlesser         | 1966–1967       | 2          | —      | —     | —       | —       | —     | —  | —                |

#### Einzelergebnisse des Werksteams
Die Aufstellung beinhaltet alle gewerteten Teilnahmen des Matra-Werksteams an Grands Prix mit Formel-1- und Formel-2-Rennwagen.
| Saison | Chassis | Fahrer          | 1   | 2   | 3   | 4   | 5 | 6   | 7   | 8   | 9  | 10  | 11  | 12  | 13 | Punkte | Rang |
| ------ | ------- | --------------- | --- | --- | --- | --- | - | --- | --- | --- | -- | --- | --- | --- | -- | ------ | ---- |
| 1967   |         |                 |     |     |     |     |   |     |     |     |    |     |     |     |    | 0      | NC   |
| 1967   | MS7     | J.-P. Beltoise  |     |     |     |     |   |     |     |     |    | 7   | 7   |     |    | 0      | NC   |
| 1967   | MS5     | J.-P. Beltoise  |     | DNQ |     |     |   |     |     |     |    |     |     |     |    | 0      | NC   |
| 1967   | MS5     | J. Servoz-Gavin |     | DNF |     |     |   |     |     |     |    |     |     |     |    | 0      | NC   |
| 1967   | MS5     | J. Ickx         |     |     |     |     |   |     | DNF |     |    |     |     |     |    | 0      | NC   |
| 1967   | MS5     | J. Schlesser    |     |     |     |     |   |     | DNF |     |    |     |     |     |    | 0      | NC   |
| 1968   |         |                 |     |     |     |     |   |     |     |     |    |     |     |     |    | 45     | 3.   |
| 1968   | MS7     | J.-P. Beltoise  |     |     |     |     |   |     |     |     |    |     |     |     |    | 45     | 3.   |
| 1968   | MS11    | J.-P. Beltoise  |     |     | DNF | 8   | 2 | 9   | DNF | DNF | 5  | DNF | DNF | DNF |    | 45     | 3.   |
| 1968   | MS11    | H. Pescarolo    |     |     |     |     |   |     |     |     |    | DNF | DNS | 9   |    | 45     | 3.   |
| 1970   |         |                 |     |     |     |     |   |     |     |     |    |     |     |     |    | 23     | 7.   |
| 1970   | MS120   | J.-P. Beltoise  | 4   | DNF | DNF | 3   | 5 | 13  | DNF | DNF | 6  | 3   | 8   | DNF | 5  | 23     | 7.   |
| 1970   | MS120   | H. Pescarolo    | 7   | DNF | 3   | 6   | 8 | 5   | DNF | 6   | 14 | DNF | 7   | 8   | 9  | 23     | 7.   |
| 1971   |         |                 |     |     |     |     |   |     |     |     |    |     |     |     |    | 9      | 7.   |
| 1971   | MS120B  | C. Amon         | 5   | 3   | DNF | DNF | 5 | DNF | DNF |     | 6  | 10  | 12  |     |    | 9      | 7.   |
| 1971   | MS120B  | J.-P. Beltoise  |     | 6   | DNF | 9   | 7 | 7   |     |     |    | DNF | 8   |     |    | 9      | 7.   |
| 1972   |         |                 |     |     |     |     |   |     |     |     |    |     |     |     |    | 12     | 8.   |
| 1972   | MS120C  | C. Amon         | DNS | 15  | DNF | 6   | 6 | 3   | 4   | 15  | 5  | DNF | 6   | 15  |    | 12     | 8.   |

| Legende  | Legende            | Legende                                                          |
| Farbe    | Abkürzung          | Bedeutung                                                        |
| -------- | ------------------ | ---------------------------------------------------------------- |
| Gold     | –                  | Sieg                                                             |
| Silber   | –                  | 2. Platz                                                         |
| Bronze   | –                  | 3. Platz                                                         |
| Grün     | –                  | Platzierung in den Punkten                                       |
| Blau     | –                  | Klassifiziert außerhalb der Punkteränge                          |
| Violett  | DNF                | Rennen nicht beendet (did not finish)                            |
| Violett  | NC                 | nicht klassifiziert (not classified)                             |
| Rot      | DNQ                | nicht qualifiziert (did not qualify)                             |
| Rot      | DNPQ               | in Vorqualifikation gescheitert (did not pre-qualify)            |
| Schwarz  | DSQ                | disqualifiziert (disqualified)                                   |
| Weiß     | DNS                | nicht am Start (did not start)                                   |
| Weiß     | WD                 | zurückgezogen (withdrawn)                                        |
| Hellblau | PO                 | nur am Training teilgenommen (practiced only)                    |
| Hellblau | TD                 | Freitags-Testfahrer (test driver)                                |
| ohne     | DNP                | nicht am Training teilgenommen (did not practice)                |
| ohne     | INJ                | verletzt oder krank (injured)                                    |
| ohne     | EX                 | ausgeschlossen (excluded)                                        |
| ohne     | DNA                | nicht erschienen (did not arrive)                                |
| ohne     | C                  | Rennen abgesagt (cancelled)                                      |
| ohne     | keine WM-Teilnahme |                                                                  |
| sonstige | P/fett             | Pole-Position                                                    |
| sonstige | 1/2/3/4/5/6/7/8    | Punktplatzierung im Sprint-/Qualifikationsrennen                 |
| sonstige | SR/kursiv          | Schnellste Rennrunde                                             |
| sonstige | *                  | nicht im Ziel, aufgrund der zurückgelegten Distanz aber gewertet |
| sonstige | ()                 | Streichresultate                                                 |
| sonstige | unterstrichen      | Führender in der Gesamtwertung                                   |

#### Einzelergebnisse des Tyrrell-Kundenteams
Die Aufstellung beinhaltet alle gewerteten Teilnahmen an Grands Prix des als Matra International gemeldeten, aber unabhängigen Kundenteams von Ken Tyrrell.
| Saison | Chassis | Fahrer          | 1   | 2 | 3   | 4 | 5 | 6 | 7   | 8 | 9   | 10  | 11 | 12  | Punkte | Rang |
| ------ | ------- | --------------- | --- | - | --- | - | - | - | --- | - | --- | --- | -- | --- | ------ | ---- |
| 1968   |         |                 |     |   |     |   |   |   |     |   |     |     |    |     | 45     | 3.   |
| 1968   | MS9     | J. Stewart      | DNF |   |     |   |   |   |     |   |     |     |    |     | 45     | 3.   |
| 1968   | MS10    | J. Stewart      |     |   |     | 4 | 1 | 3 | 6   | 1 | DNF | 6   | 1  | 7   | 45     | 3.   |
| 1968   | MS10    | J. Servoz-Gavin |     |   | DNF |   |   |   |     |   | 2   | DNF |    | DNF | 45     | 3.   |
| 1968   | MS10    | J.-P. Beltoise  |     | 5 |     |   |   |   |     |   |     |     |    |     | 45     | 3.   |
| 1968   | MS7     | J.-P. Beltoise  | 6   |   |     |   |   |   |     |   |     |     |    |     | 45     | 3.   |
| 1969   |         |                 |     |   |     |   |   |   |     |   |     |     |    |     | 66     | 1.   |
| 1969   | MS10    | J. Stewart      | 1   |   |     |   |   |   |     |   |     |     |    |     | 66     | 1.   |
| 1969   | MS80    | J. Stewart      |     | 1 | DNF | 1 | 1 | 1 | 2   | 1 | DNF | DNF | 4  |     | 66     | 1.   |
| 1969   | MS80    | J.-P. Beltoise  |     | 3 | DNF | 8 | 2 | 9 |     | 3 | 4   | DNF | 5  |     | 66     | 1.   |
| 1969   | MS10    | J.-P. Beltoise  | 6   |   |     |   |   |   |     |   |     |     |    |     | 66     | 1.   |
| 1969   | MS84    | J.-P. Beltoise  |     |   |     |   |   |   | 12* |   |     |     |    |     | 66     | 1.   |
| 1969   | MS84    | J. Servoz-Gavin |     |   |     |   |   |   |     |   | 6   | NC  | 8  |     | 66     | 1.   |
| 1969   | MS7     | J. Servoz-Gavin |     |   |     |   |   |   | DNF |   |     |     |    |     | 66     | 1.   |

| Legende  | Legende            | Legende                                                          |
| Farbe    | Abkürzung          | Bedeutung                                                        |
| -------- | ------------------ | ---------------------------------------------------------------- |
| Gold     | –                  | Sieg                                                             |
| Silber   | –                  | 2. Platz                                                         |
| Bronze   | –                  | 3. Platz                                                         |
| Grün     | –                  | Platzierung in den Punkten                                       |
| Blau     | –                  | Klassifiziert außerhalb der Punkteränge                          |
| Violett  | DNF                | Rennen nicht beendet (did not finish)                            |
| Violett  | NC                 | nicht klassifiziert (not classified)                             |
| Rot      | DNQ                | nicht qualifiziert (did not qualify)                             |
| Rot      | DNPQ               | in Vorqualifikation gescheitert (did not pre-qualify)            |
| Schwarz  | DSQ                | disqualifiziert (disqualified)                                   |
| Weiß     | DNS                | nicht am Start (did not start)                                   |
| Weiß     | WD                 | zurückgezogen (withdrawn)                                        |
| Hellblau | PO                 | nur am Training teilgenommen (practiced only)                    |
| Hellblau | TD                 | Freitags-Testfahrer (test driver)                                |
| ohne     | DNP                | nicht am Training teilgenommen (did not practice)                |
| ohne     | INJ                | verletzt oder krank (injured)                                    |
| ohne     | EX                 | ausgeschlossen (excluded)                                        |
| ohne     | DNA                | nicht erschienen (did not arrive)                                |
| ohne     | C                  | Rennen abgesagt (cancelled)                                      |
| ohne     | keine WM-Teilnahme |                                                                  |
| sonstige | P/fett             | Pole-Position                                                    |
| sonstige | 1/2/3/4/5/6/7/8    | Punktplatzierung im Sprint-/Qualifikationsrennen                 |
| sonstige | SR/kursiv          | Schnellste Rennrunde                                             |
| sonstige | *                  | nicht im Ziel, aufgrund der zurückgelegten Distanz aber gewertet |
| sonstige | ()                 | Streichresultate                                                 |
| sonstige | unterstrichen      | Führender in der Gesamtwertung                                   |

### Sportwagen-Weltmeisterschaft
Die Aufstellung beinhaltet alle Siege des Werksteams bei Rennen der Sportwagen-Weltmeisterschaft.
| Jahr | Rennen                               | Fahrzeug           | Fahrer 1             | Fahrer 2           |
| ---- | ------------------------------------ | ------------------ | -------------------- | ------------------ |
| 1972 | 24-Stunden-Rennen von Le Mans        | Matra-Simca MS670  | Henri Pescarolo      | Graham Hill        |
| 1973 | 6-Stunden-Rennen von Vallelunga      | Matra-Simca MS670B | Henri Pescarolo      | Gérard Larrousse   |
| 1973 | 1000-km-Rennen von Dijon             | Matra-Simca MS670B | Henri Pescarolo      | Gérard Larrousse   |
| 1973 | 24-Stunden-Rennen von Le Mans        | Matra-Simca MS670B | Henri Pescarolo      | Gérard Larrousse   |
| 1973 | 1000-km-Rennen von Zeltweg           | Matra-Simca MS670B | Henri Pescarolo      | Gérard Larrousse   |
| 1973 | 6-Stunden-Rennen von Watkins Glen    | Matra-Simca MS670B | Henri Pescarolo      | Gérard Larrousse   |
| 1974 | 1000-km-Rennen von Spa-Francorchamps | Matra-Simca MS670C | Jacky Ickx           | Jean-Pierre Jarier |
| 1974 | 1000-km-Rennen auf dem Nürburgring   | Matra-Simca MS670C | Jean-Pierre Beltoise | Jean-Pierre Jarier |
| 1974 | 1000-km-Rennen von Imola             | Matra-Simca MS670C | Henri Pescarolo      | Gérard Larrousse   |
| 1974 | 24-Stunden-Rennen von Le Mans        | Matra-Simca MS670C | Henri Pescarolo      | Gérard Larrousse   |
| 1974 | 1000-km-Rennen von Zeltweg           | Matra-Simca MS670C | Henri Pescarolo      | Gérard Larrousse   |
| 1974 | 6-Stunden-Rennen von Watkins Glen    | Matra-Simca MS670C | Jean-Pierre Beltoise | Jean-Pierre Jarier |
| 1974 | 1000-km-Rennen von Le Castellet      | Matra-Simca MS670C | Jean-Pierre Beltoise | Jean-Pierre Jarier |
| 1974 | 1000-km-Rennen von Brands Hatch      | Matra-Simca MS670C | Jean-Pierre Beltoise | Jean-Pierre Jarier |
| 1974 | 6-Stunden-Rennen von Kyalami         | Matra-Simca MS670C | Henri Pescarolo      | Gérard Larrousse   |